# 韮ヶ峠
韮ヶ峠 （にらがとうげ）は、愛媛県西予市と高知県高岡郡檮原町との市町境にある日本の峠である。

## 概要
韮ヶ峠は愛媛・高知県境に位置し、愛媛県側は愛媛県道36号野村柳谷線の支線、高知県側は高知県道379号韮ヶ峠文丸線になっている。それとは別に大規模林道が大野ヶ原から檮原町方面へ伸びている。四国カルストの中に位置している。
韮ヶ峠越は九十九曲峠越とともに歴史の道百選にも選定されている。その中では坂本龍馬の脱藩の道として韮ヶ峠～宿間が選定されている。文久2年（1862年）3月24日に坂本龍馬が伊予国境を越えた脱藩の地として石碑などが現地に建っている。なお、龍馬の脱藩については九十九曲峠越を通った可能性もあるとされる。

## ギャラリー

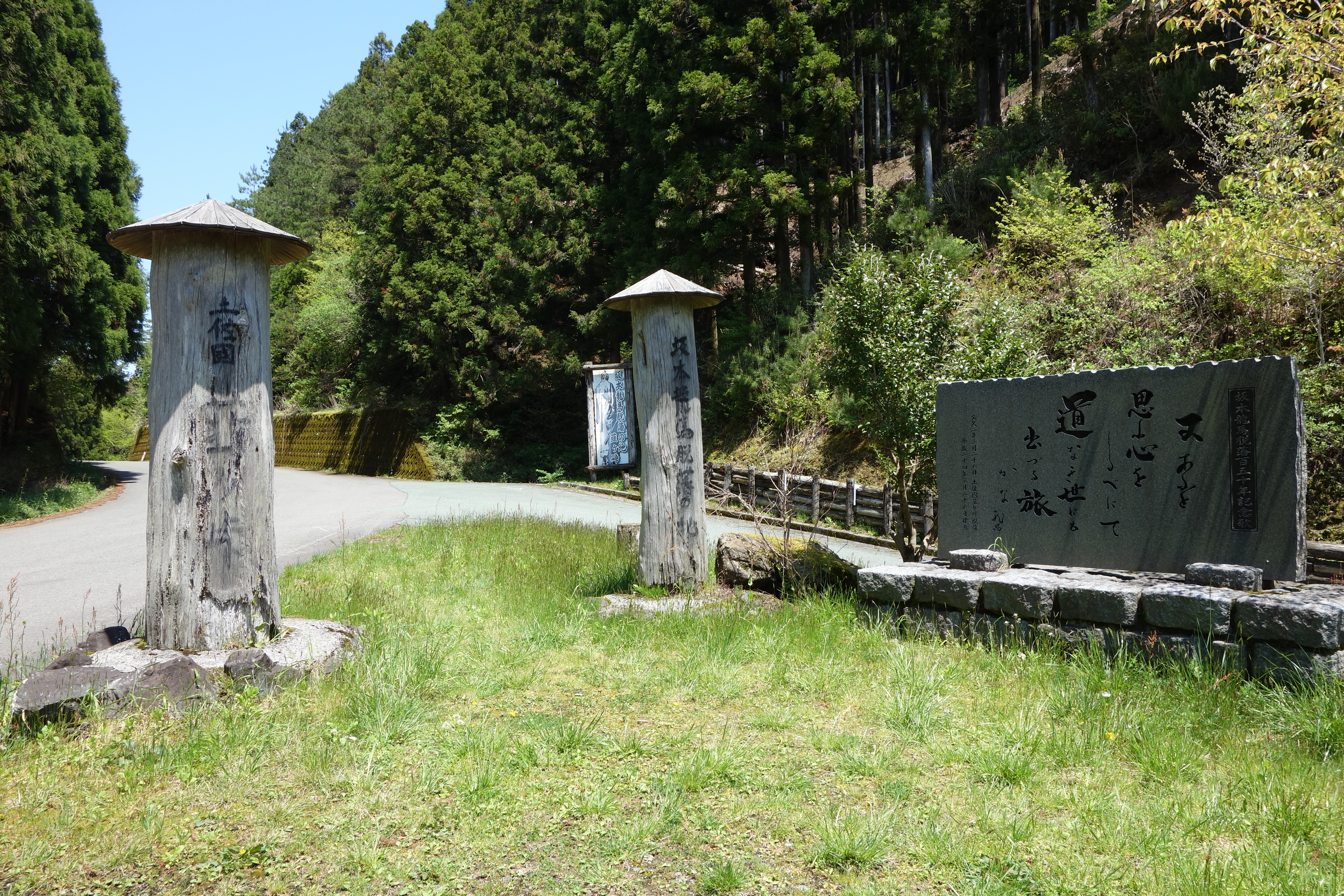
韮ヶ峠の石碑
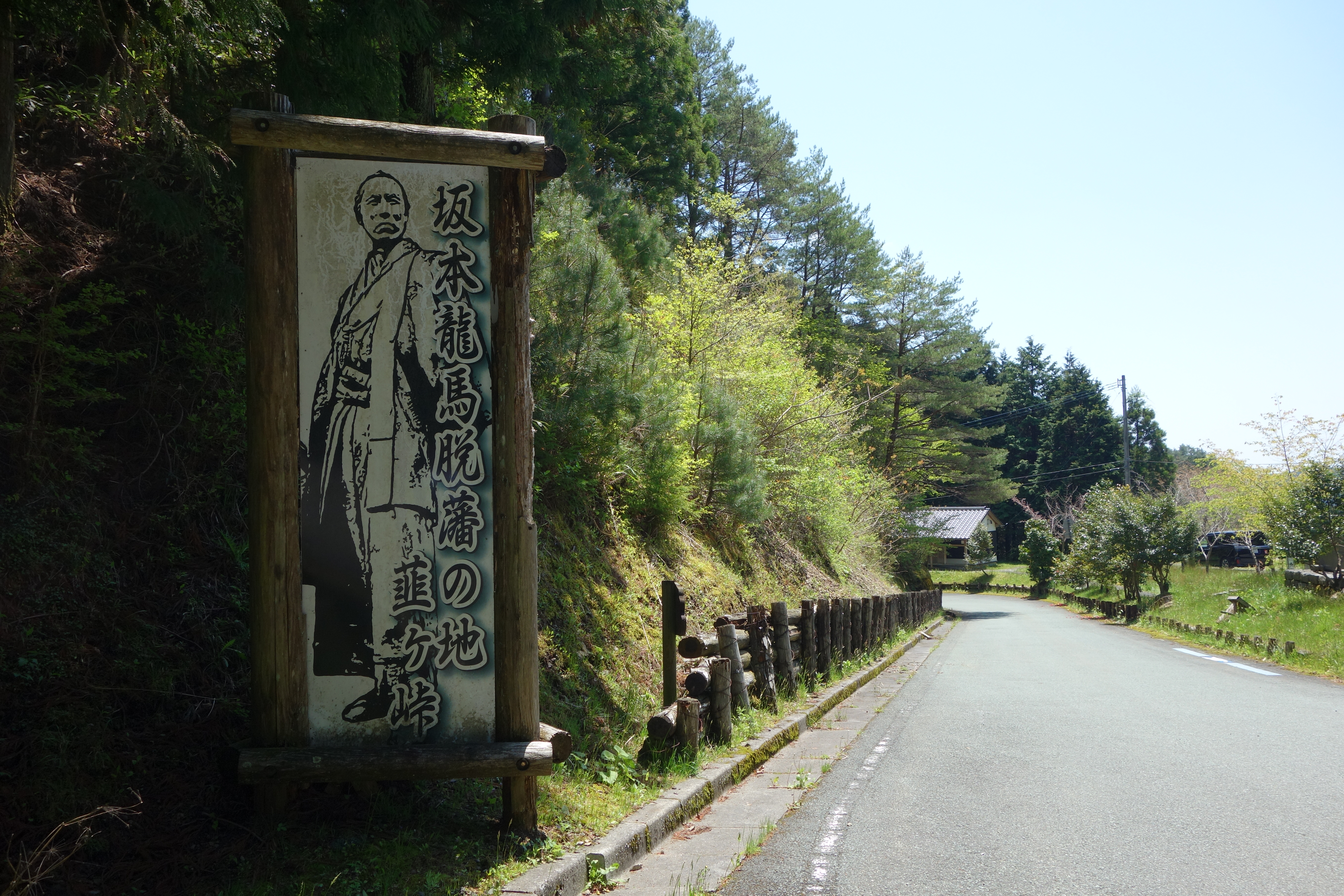
韮ヶ峠と龍馬像
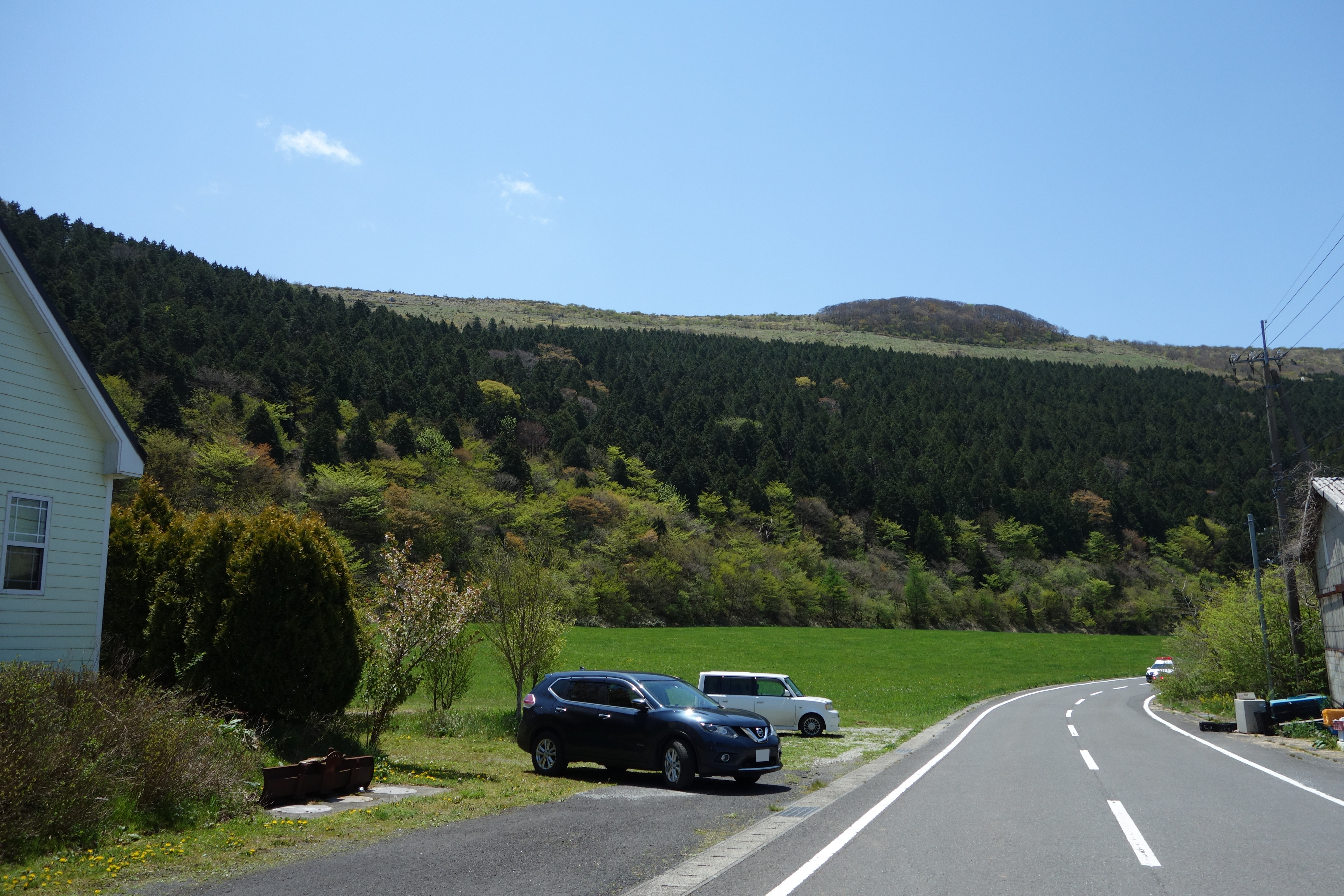
韮ヶ峠近くの大野ヶ原